# 140 Siwa
För andra betydelser, se Siwa (olika betydelser).
140 Siwa eller 1948 AL är en asteroid upptäckt 13 oktober 1874 av den österrikiske astronomen J. Palisa i Pula, Kroatien. Asteroiden har fått sitt namn efter Šiwa en fruktbarhetsgudinna inom slavisk mytologi.
Rymdsonden Rosetta planerades skickas till Siwa på sin väg till kometen 46P/Wirtanen i juli 2008. Men målet ändrades till 67P/Churyumov-Gerasimenko och ingen förbiflygning var längre aktuell.